# Bloodsports
Bloodsports är den brittiska popgruppen Suedes sjätte studioalbum. Det släpptes den 18 mars 2013 och är det första albumet med nytt material sedan 2002 års A New Morning. Två singlar har hittills släppts: "It Starts and Ends with You" och "Hit Me".

## Låtförteckning
| Nr  | Titel                            | Kompositör                                         | Längd |
| --- | -------------------------------- | -------------------------------------------------- | ----- |
| 1.  | Barriers                         | Brett Anderson, Richard Oakes, Neil Codling        | 3:42  |
| 2.  | Snowblind                        | Anderson, Oakes                                    | 4:03  |
| 3.  | It Starts and Ends with You      | Anderson, Codling                                  | 3:51  |
| 4.  | Sabotage                         | Anderson, Codling                                  | 3:45  |
| 5.  | For the Strangers                | Anderson, Oakes, Codling                           | 4:12  |
| 6.  | Hit Me                           | Anderson, Oakes, Codling                           | 4:03  |
| 7.  | Sometimes I Feel I'll Float Away | Anderson, Oakes                                    | 4:12  |
| 8.  | What Are You Not Telling Me?     | Anderson, Oakes, Codling                           | 3:12  |
| 9.  | Always                           | Anderson, Oakes, Codling, Simon Gilbert, Mat Osman | 4:42  |
| 10. | Faultlines                       | Anderson, Oakes, Codling                           | 4:05  |